# الخرزة

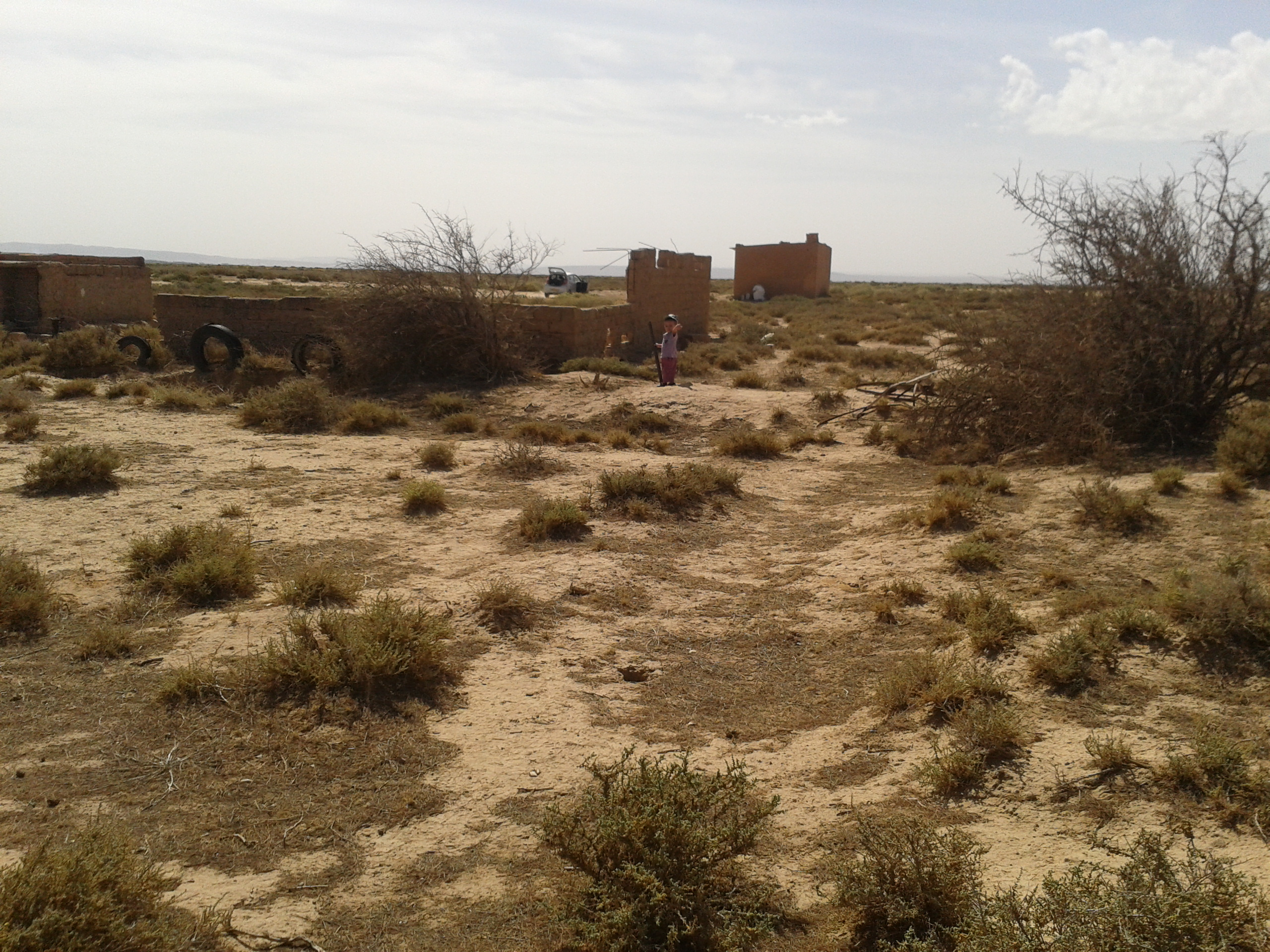
الخرزة حاليا

الخرزة منطقة في ريف مدينة حاسي بحبح التابعة لولاية الجلفة .وتقع هذه المنطقة بالجنوب الغربي للمدينة.
يعرف عن الخرزة أنها كانت منطقة نشطة حيويا وذلك لوجود حمام معدني فكانت مزدهرة تجارياوذلك لكثرة الناس الذين كانوا يقصدون هاته المنطقة للاستفادة من المياه المعدنية الساخنة والتداوي بها إلى أن نضبت العين لأسباب مجهولة مما أدى إلى نزوح ساكيني هاته المنطقة الريفية إلى المدينة وهجرتها كاملا إلا القليل .